# Csokerlyán Vazul
Csokerlyán Vazul (? – 1840 után) orvos.

## Élete
Középiskoláit Temesvárt végezte, mire 1826-tól az orvosi tanfolyamot a pesti egyetemen hallgatta és 1830-ban orvos lett, azután Temesváron telepedett le, ahol mint gyakorló orvos még 1840-ben is működött.

## Munkái
- Encomiasticon spect. ac. perill. dno Demetrio Trifunacz de Batfa profunda cum veneratione oblatum. Temesvarini, 1826.
- Onomasticon quod spect. dno Joanni Reisinger, sacram nominis sui diem recolenti… obtulit 1829. Pestini.
- Hudozsestvo odvratiti boleszti. Uo. 1830. (A betegségek megelőzésének mestersége.)